# 那不勒斯鼠疫

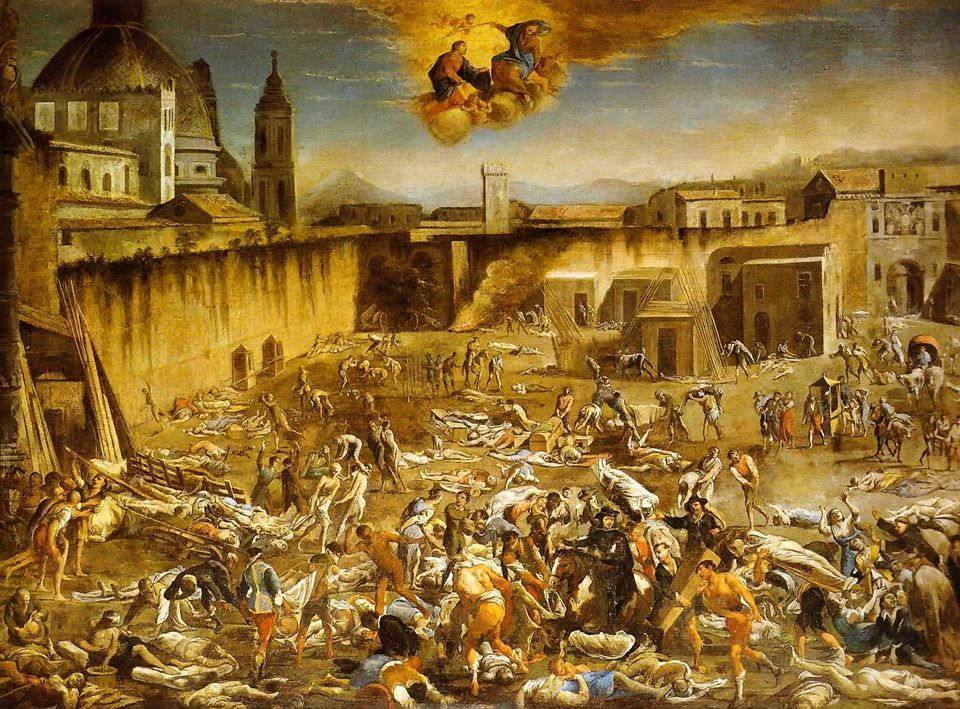
描绘1656年那不勒斯鼠疫的绘画

那不勒斯鼠疫（英文：Naples Plague），是指1656-1658年间发生在意大利的一场鼠疫流行，对那不勒斯的人口造成了毁灭性打击。此次疫情主要影响了意大利中部和南部地区，有研究人员估计，意大利那不勒斯王国境内有125万人死于鼠疫，是历史上致死人数最多的流行病之一。仅在那不勒斯城内，就有约15-20万人于1656年病死，占城内总人口的至少50%。这次鼠疫流行对那不勒斯城及其它受感染地区的经济和社会结构造成了严重冲击。

## 历史
1629–1631年，意大利就曾爆发过米兰大鼠疫，造成百万人丧生。1640年代，鼠疫从阿尔及尔传播入西班牙，并在当地引发严重疫情。1652年，鼠疫传入意大利的撒丁岛，并于1656年4月传播到那不勒斯城。此后，疫情蔓延至意大利南部的大部分地区（那不勒斯王国）。只有西西里岛以及卡拉布里亚大区和普利亚大区的部分地区未受影响。
与此同时，1656年6月鼠疫向北传播到了罗马城，并感染了教宗国的大部分地区。再往北，疫情传播至翁布里亚大区、马尔凯大区，并通过海上交通传播至意大利北部的利古里亚大区，但并未进入托斯卡纳大公国。
此后，贫民区内采取了强制隔离，加上来自德国巴伐利亚选侯国的医生Martinus Ludheim的努力，疫情得到控制。1657年，那不勒斯建立了圣玛丽亚德尔皮安托教堂，以纪念此次鼠疫疫情的受害者。

## 死亡人数
据估计，那不勒斯王国内可能有125万人死于此次鼠疫流行。仅在那不勒斯城内，就有约15-20万人于1656年病死，占城内总人口的至少50%。在巴列塔，城内的2万居民中，有约7,000-12,000人病死。
那不勒斯王国之外，罗马城（教宗国首都）有约2.3万人病死，占当地人口约19%。在意大利北部的热那亚，约有6万人因此死亡，占当地人口60%。